# Elisabeth Ellison-Kramer

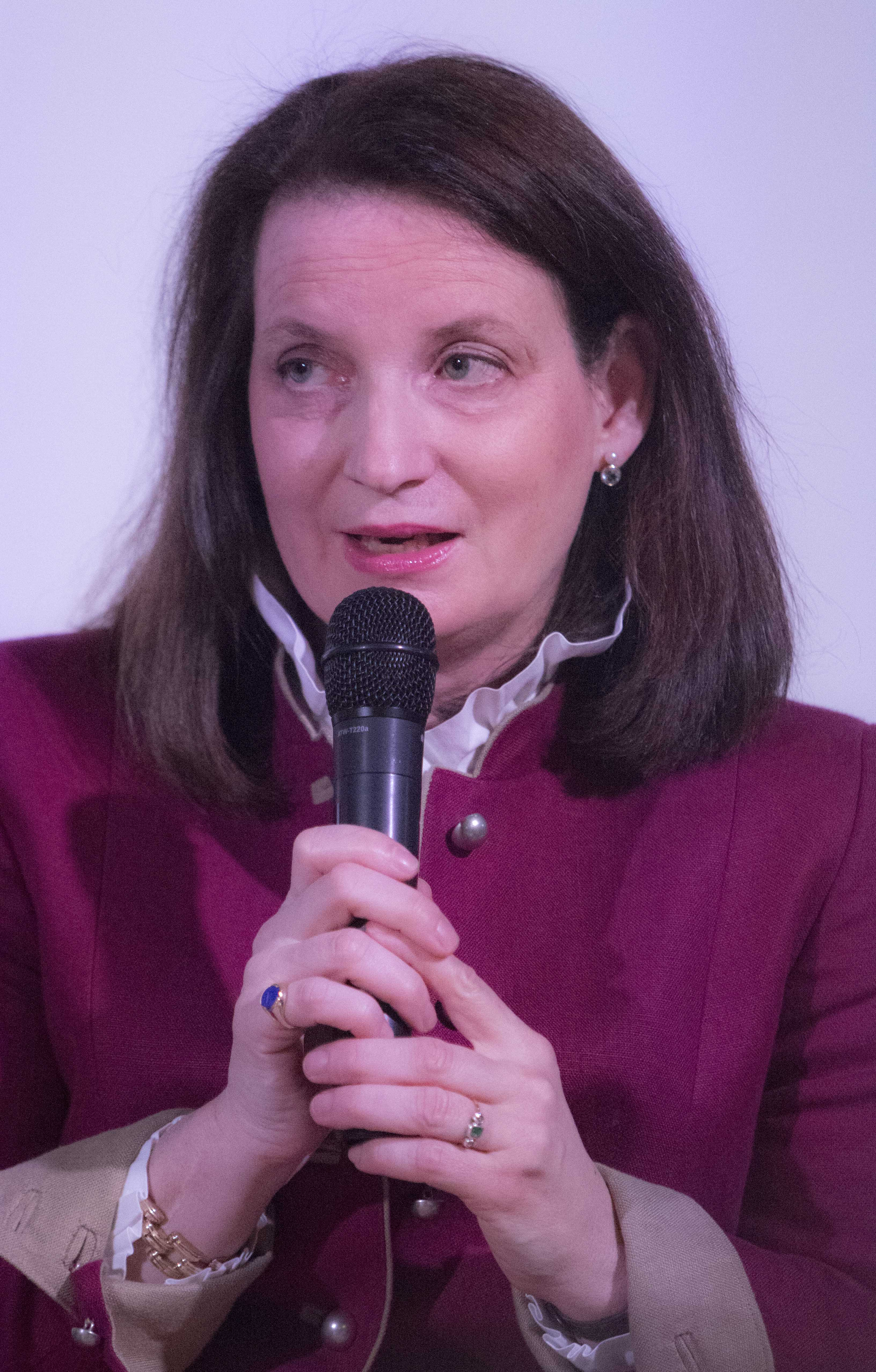
Elisabeth Ellison-Kramer (2017)

Elisabeth Ellison-Kramer (geboren als Elisabeth Kramer am 12. September 1964 in Wien) ist eine österreichische Diplomatin und seit August 2020 Österreichische Botschafterin in Slowenien.

## Leben
Nach ihrem Studium der Rechtswissenschaften an der Universität Wien von 1982 bis 1989 begann ihr beruflicher Werdegang im Bundesministerium für auswärtige Angelegenheiten, in der Abteilung für multilaterale Beziehungen. Sie sammelte Erfahrung als Attachée der Österreichischen Botschaft in Rom, Konsulin in Los Angeles und Generalkonsulin des Österreichischen Konsulats in Strassburg.
Als Leiterin für Rechts- und Amtshilfe sowie allgemeine Rechtsangelegenheiten im Außenministerium machte sich Ellison-Kramer vor allem als „Engel von Dubai“ einen Namen. Ihr gelang es u. a., einen in Dubai angeklagten österreichischen Arzt (er war wegen Todes einer Patientin in einer Dubaier Klinik angeklagt, ihm drohten mehrere Jahre Haft), sowie einer 29-jährige Studentin (Vergewaltigungsopfer, angeklagt wegen außerehelichen Geschlechtsverkehrs) aus der Haft zu befreien und die Ausreise zu ermöglichen.
Ellison-Kramer war von 6. Februar 2017 bis Sommer 2020 Botschafterin in Ungarn. Seit August 2020 ist sie Österreichische Botschafterin in Slowenien.

## Auszeichnungen
- 2024: Großes Goldenes Ehrenzeichen des Landes Kärnten[3]